# Gebrüder Walter

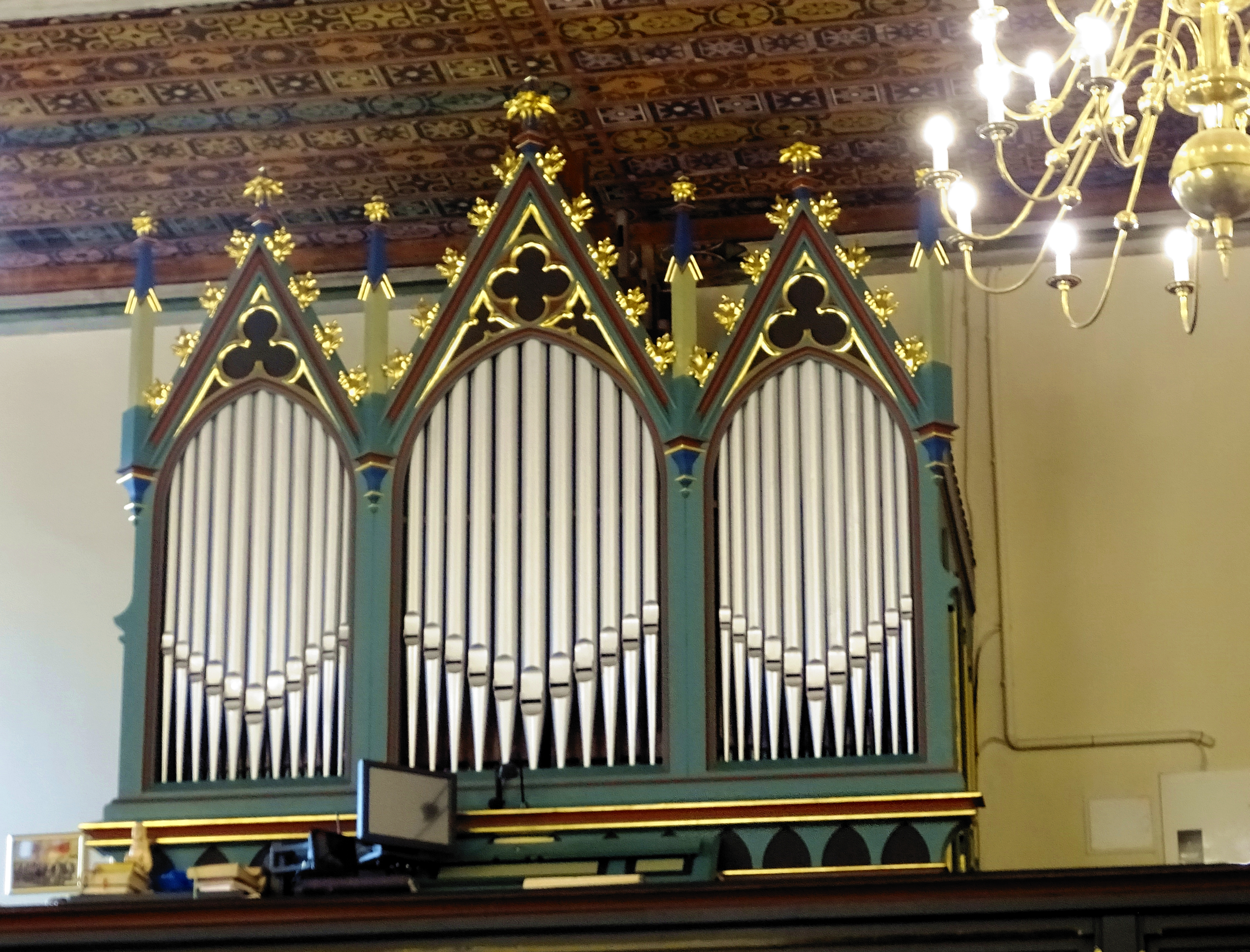
Orgel in Kryniczno

Gebrüder Walter war ein Orgelbauunternehmen in Guhrau in Niederschlesien im 19. und frühen 20. Jahrhundert.

## Geschichte
1824 gründete Gottlieb Andreas Walter (um 1790–1852) aus Köthen eine Orgelbauwerkstatt in Guhrau. Er hatte unter anderem bei Gottlieb Benjamin Engler in Breslau gearbeitet.
Seine beiden Söhne Theodor (1825–1905) und Ludwig (1827–1906) lernten und arbeiteten zunächst bei Carl Friedrich Ferdinand Buckow in Hirschberg.
1850 kehrten sie zurück und übernahmen die Werkstatt des Vaters in Guhrau als Gebrüder Walter. 1869 wurde der jüngere Bruder Emil Mitteilhaber.
1892 schied Theodor Walter aus dem Unternehmen aus. Dafür trat Richard (* 1867), ein Sohn von Ludwig ein.
1913 musste er Konkurs anmelden und arbeitete danach bei der Orgelbaufirma Jehmlich in Dresden.
1938 und 1941 gab es formal wieder ein Orgelbauunternehmen Gebr. Walter in Guhrau, von dem aber außer Inseraten und Adressbucheinträgen bisher nichts weiter bekannt ist.

## Orgeln
Die Firma Gebrüder Walter baute Orgeln vor allem in Niederschlesien, einzelne auch außerhalb, so in Weimar, Berlin-Niederschönhausen und in Australien. Die Opus-Liste umfasst etwa 270 Neubauten, Umbauten und Reparaturen.
Die wahrscheinlich größte erhaltene Orgel steht in der Kreuzerhöhungskirche in Steinau (1870, II/P, 29), ohne größere Veränderungen. Es gibt einige weitere kleinere erhaltene Orgeln in Niederschlesien, sowie eine in Friedrichsluga in der Niederlausitz und zwei in South Australia.